# 폭발적 항성생성

왜소 불규칙 은하의 폭발적 항성생성(NASA 촬영).

폭발적 항성생성(爆發的恒星生成, starburst)이란 이상하게 항성 생성 비율이 높은 구역을 설명할 때 사용되는 포괄적인 천문학 용어이다. 주로 비정상적인 경우를 가리킨다. 예컨대 매우 젊은 산개 성단의 중심부는 항성 생성 비율이 상당히 높지만, 산개 성단이라는 환경에서 그것은 당연한 현상이다. 그러나 은하 전체에서 이런 현상이 일어나는 경우는 이상한 것이며, 이런 경우 ‘폭발적 항성생성’이라고 칭한다.

## 같이 보기
- 폭발적 항성생성 은하
- 완두콩 은하
- 독거미 성운